# 周亚宁
周亚宁（1957年12月—）河北南宫人，中国人民解放军火箭军上将。中共第十九届中央委员。

## 生平
长期在原第二炮兵部队服役。
1976年12月入伍。
曾任中国人民解放军第二炮兵第五十二基地后勤部部长、参谋长等职务。
2008年，任中国人民解放军第二炮兵第五十三基地司令员。
2011年11月，任中国人民解放军第二炮兵第五十二基地司令员。
2014年12月，任中国人民解放军第二炮兵部队副司令员。
2015年12月31日，进入新成立的中国人民解放军火箭军首任领导班子，出任副司令员。
2017年8月，任中国人民解放军火箭军司令员。
2023年12月29日，周亚宁被免除第十四届全国人民代表大会代表职务，疑似与火箭军腐败案有关。

## 授予军衔
2009年7月，晋升少将军衔。
2016年8月，晋升中将军衔。2018年2月24日，当选为第十三届全国人大代表。
2019年12月，晋升上将军衔。